# ژوردی نونیس
ژوردی نونیس (اسپانیایی: Jordi Nuñez‎؛ زادهٔ ۱۹ سپتامبر ۱۹۶۹) بازیکن هندبال اهل اسپانیا بود.